# نصب جيش الفرسان الأول
نصب جيش الفرسان الأول التذكاري (بالروسية: Монумент Первоконникам) هو نصب تذكاري يقع في مدينة روستوف على الدون، روستوف أوبلاست، روسيا.
شُيّد سنة 1972 من قبل المهندس المعماري يفغيني فوتشيتيتش ويقع في وسط ميدان السوفييت.
خُصّص لجنود الجيش الأحمر الذين هزموا الحركة البيضاء في عام 1920 واستولوا على المدينة. يعتبر النصب من التراث الثقافي ذو الأهمية الإقليمية.

## تاريخ
تم افتتاح النصب التذكاري لجيش الفرسان الأول، الذي تم تركيبه أمام مبنى اللجنة التنفيذية الإقليمية للحزب، في 30 أبريل 1972.
بعد تفكك الاتحاد السوفيتي، بدأ النصب التذكاري يتعرض لانتقادات بسبب انخفاض مستواه الفني، وكذلك لأنه يقف في موقع كاتدرائية ألكسندر نيفسكي المدمرة.